# Stuart Bunce

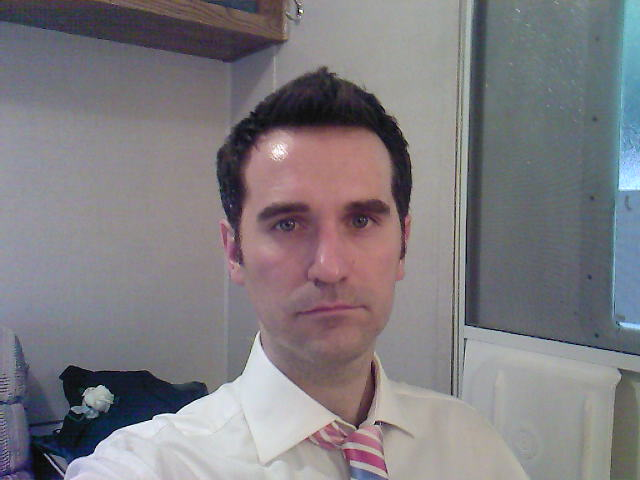
Stuart Bunce (2007)

Stuart Bunce (* 21. Oktober 1971 in London) ist ein britischer Filmschauspieler.

## Filmografie (Auswahl)
- 1995: Der 1. Ritter (First Knight)
- 1995, 2008: Casualty (Fernsehserie, 2 Folgen)
- 1998: Die Bibel – Jeremia (Jeremiah, Fernsehfilm)
- 1999: All the King’s Men (Fernsehfilm)
- 2003: Das Johannes-Evangelium (The Gospel of John)
- 2003: Inspector Lynley (The Inspector Lynley Mysteries, Fernsehserie, 1 Folge)
- 2003: Inspector Barnaby (Midsomer Murders) Fernsehserie, Staffel 6, Folge 2: Trau, schau, wem! (Death And Dreams)
- 2004: Spartacus (Fernsehfilm)
- 2013: Ripper Street (Fernsehserie, 1 Folge)